# سياران أوبويل
سياران أوبويل (بالإنجليزية: Ciarán O'Boyle)‏ هو لاعب اتحاد الرغبي أيرلندي، ولد في 1984.